# Les Trottoirs de l'éternité
Albums de Valérie Lagrange
Chez moi
(1981) Rebelle
(1985)
Singles
Les Trottoirs de l'éternité est un album studio de la chanteuse française Valérie Lagrange, sorti en 1984.

« On est perdu dans le désert, mais moi j'ai envie de la mer. »

— Incipit de l'album (vers extrait de la chanson Je ne peux plus).

## Titres
| 1.    | La Folie               | 4:14 |
| 2.    | On meurt tous d'amour  | 4:34 |
| 3.    | Héroïne de série noire | 4:45 |
| 4.    | Je ne peux plus        | 4:33 |
| 5.    | À contre-courant       | 4:05 |
| 6.    | Personne n'entend      | 3:37 |
| 7.    | Oublié                 | 4:00 |
| 8.    | Je suis l'homme        | 3:20 |
| 9.    | Conditionné            | 5:08 |
| 38:16 |                        |      |

## Crédits

### Paroles et musique
- Paroles de Valérie Lagrange et musique de Ian Jelfs, sauf La Folie, paroles de Valérie Lagrange et musique de Rob Freeman

### Musiciens
- Arrangements : Ian Jelfs, Valérie Lagrange, Barry Reynolds
- Guitares : Mikey Chung (en), Ian Jelfs, Barry Reynolds
- Guitare basse : Mikey Chung, Ian Jelfs, Fernando Saunders (en)
- Batterie : Terry Stannard (en) et Bobby Erwin pour On meurt tous d'amour
- Percussions : Mikey Chung, Morris Pert (en), Terry Stannard, Carol Steele
- Claviers : Mikey Chung, Ian Jelfs, Godfrey Wang
- Cuivres : The Rumour Brass, avec John « Irish » Earle (en) solo saxophone ténor pour Héroïne de série noire
- Saxophone : Mel Collins
- Violoncelle : Kate Beer
- Chœurs : Ian Jelfs, Valérie Lagrange

### Production
- Producteur : Barry Reynolds
- Enregistrement et mixage par Bob Potter, assisté de Julian Standen, aux Studios Matrix (Londres) en juillet-août 1983
- Gravure : John Dent aux Studios Island (Londres)
- Éditeur : Clouseau Musique (Philippe Constantin)
- Photos recto-verso jaquette : Jean-Baptiste Mondino
- Photo pochette intérieure : Jean-François Gaté
- Album original : 33 tours LP stéréo Virgin Records 70191 sorti en mars 1984[1]

## Autour de l’album
Valérie Lagrange : « À cette époque, nous écoutions en boucle le dernier album de Marianne Faithfull, A Child's Adventure, que nous adorions. […] Il se dégageait de ses morceaux un climat, une profondeur qui m’avaient complètement bouleversée et, inspirée par cela, je m’étais remise à écrire. Ian et moi avons eu envie de travailler avec Barry Reynolds, le réalisateur du disque de Marianne. Nous avons enregistré des maquettes que Virgin lui envoya. […] Après quelques mises au point , nous avons rencontré Barry et l’album s’est fait. […] Finalement, nous avons réalisé un bel album, plus inspiré que le deuxième. J’étais en train de relire tout Jack Kerouac, qui est l’un de mes auteurs préférés. Je me suis toujours sentie des affinités profondes avec lui. J’aime sa bonté, sa générosité, sa grandeur d’âme, sa vision désenchantée du monde, sa candeur, sa quête éperdue de liberté et de spiritualité. Dans ses écrits, il emploie souvent l’expression : « Les Trottoirs de l’éternité ». Je trouvais que cela correspondait bien au climat du disque et j’en ai fait le titre de l’album ». 